# 水牛城辣雞翅

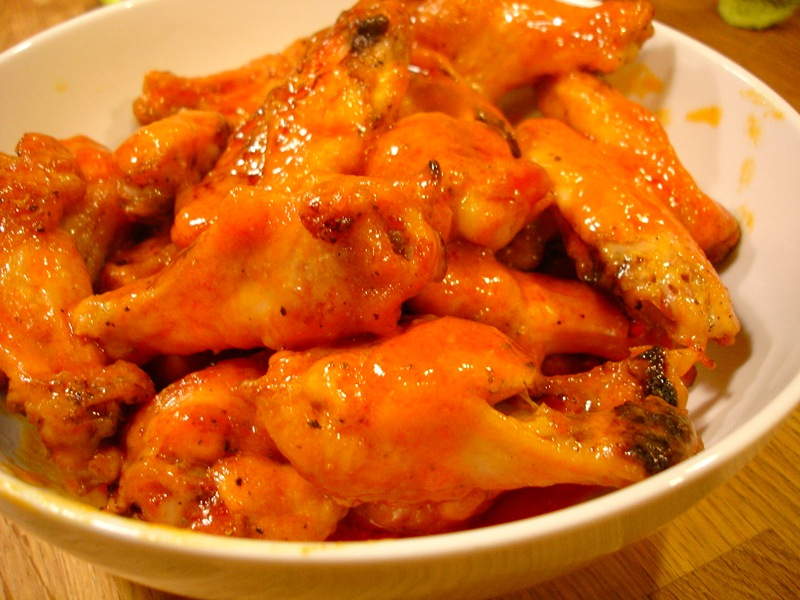
家庭式製作的辣雞翅

水牛城辣雞翅（Buffalo wings，在美國東北部簡稱wings）是採用雞翅的中下部（分flats和drums），不上麵粉油炸，再上以辣椒為原料的醬汁及其他調味。雖然各家有各自的醬汁配方，原本的醬汁只有：辣椒醬、白醋、牛油、鹽和蒜頭五種材料。如果辣汁已經混和上醋，就只需要再加熔化了的牛油。顧名思義，此菜源於紐約州水牛城，而時至今日一切以此種醬汁調味的食品都可稱為"buffalo"。	
點菜時，辣度亦可按口味增減（例如自殺級“suicidal”、大辣“hot”、中辣“medium”或微辣“mild”）。正統的雞翅，不論hot、medium或者mild都用一樣的汁料。辣度靠增加辣椒或其他香料，反之則增加牛油份量。
傳統上以芹菜和藍奶酪汁伴食，紐約以外的餐廳往往改用田園沙拉醬。

## 歷史
水牛城辣雞翅是在1964年10月3日在水牛城商業街近北大街的船錨吧首度面世的。身為其夫法蘭克的合伙人，泰蕾莎·貝利西莫（Teressa Bellissimo），為了招呼她的兒子多明尼克（Dominic）和他的朋友，把雞翅炸了，配上醬汁，馬上受到了歡迎——在此以前，雞翅是下等貨色，不是熬湯就是丟掉。
在水牛城，正宗的店要數Anchor Bar和位於城市邊緣、安默斯特薛理丹路（Sheridan Drive）上的Duff's了。在周邊地區多數的比薩餅店和路邊酒館都有雞翅出售。Anchor Bar 每月賣出的雞翅達36,000 磅。這道菜色在美國其他地方稱為水牛城辣雞翅（Buffalo wings），但在水牛城周圍和東北部大部分地區就直呼為雞翅（chicken wings 或 wings）。
雞翅深入民心的程度，可以在其食法的發展體現出來。當中較多人採用的有把中翼較小的骨扭出（small bone twist）或者以擠壓法 （页面存档备份，存于）去骨（smash）以增加趣味及使食用更方便。

## 變奏
正宗的雞翅是不上粉的，但少數餐廳酒館賣的是上粉炸的雞翅。好的帶粉雞翅會把粉浸泡在辣汁中令味道均勻，吃上來較少麻煩。下品的味道就像洒上汁液的普通炸雞。
有些餐廳會提供其他種類的辣汁，例如卡真式或加勒比海式的牙買加煙熏香料。還有不辣的檸檬蒜泥雞翅或者「希臘式」雞翅（即用檸檬汁、胡椒、牛至為醃料）。在羅徹斯特有一種與水牛城酸辣口味不同的甜辣雞翅。有些餐廳，例如荒野牛排屋賣的是上了粉而且同時沾了數種醬汁—口味由辣的到不辣的都有—的雞翅。狂野雞翅是一家以售賣伴以十四種特色醬汁雞翅著名的大型特許經營店。
在雪帶的酒館，雞翅常配上其他菜肴，如：炸奶酪條（以莫薩里拉奶酪或波蘿伏洛奶酪為原料，通常沾上混和香草的麵粉）、蓋上奶酪和培根的馬鈴薯皮、炸釀墨西哥辣椒（Jalapeño，以奶油奶酪為餡，沾脆漿炸）、炸蘑菇、辣肉腸球（炸麵團或麵包釀入肉腸內）、薯條、洋蔥圈等等。

## 流行文化中的辣雞翅

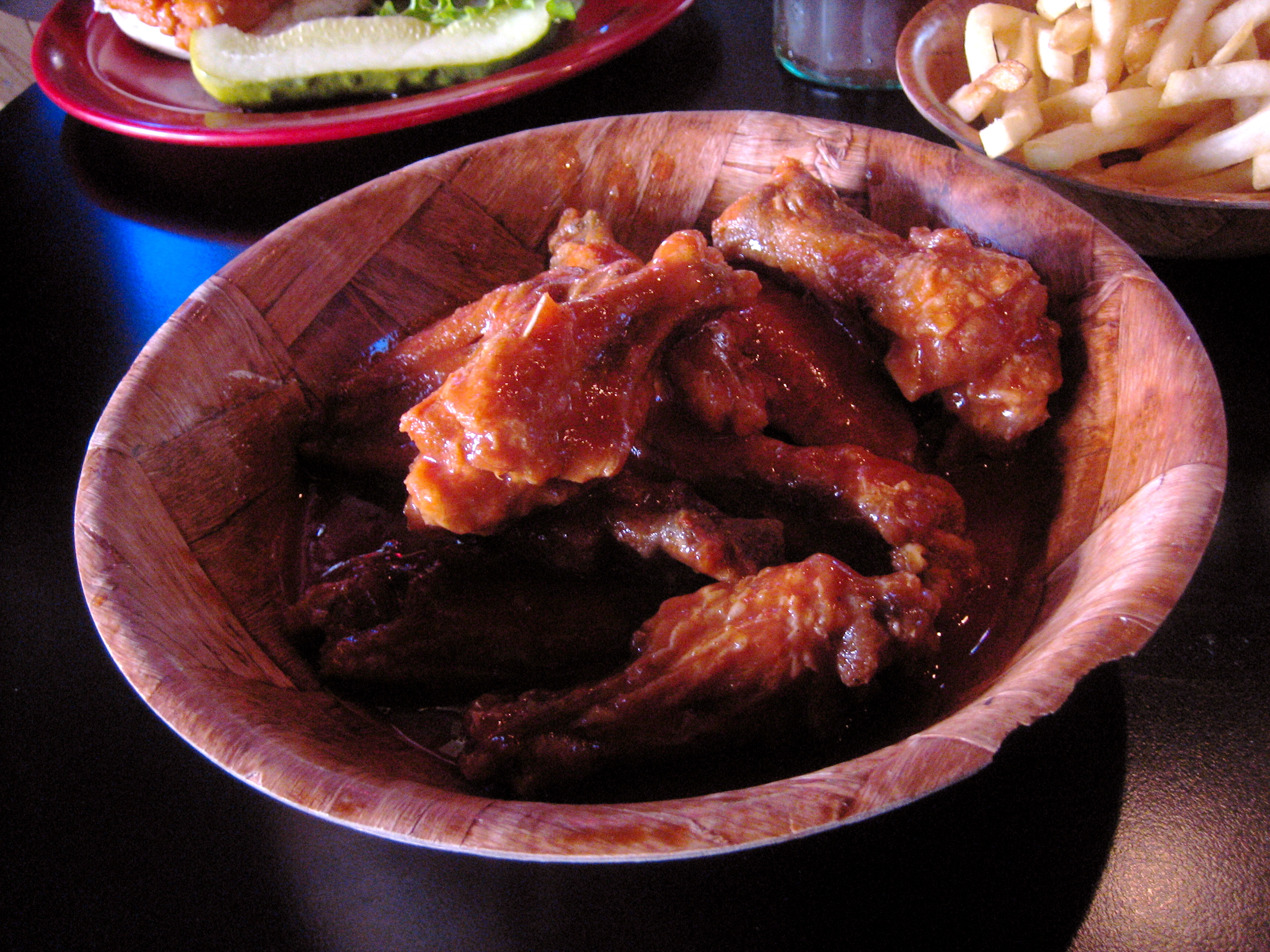
在Duff's製作的雞翅

水牛城辣雞翅其實因其起源地水牛城而得名，與美洲野牛（美國人口中的水牛）完全無關。而這種與野牛扯上關係的誤會因為電視真人秀《Newlyweds》中杰西卡·辛普森在被問到為什麼不點雞翅的時候和朋友說了一句：“我不吃野牛”而出了名。同樣在90年代，達美樂披薩用有翼野牛的形象推銷雞翅。
水牛城翅隊曾經在1997到1999年期間以職業身份代表水牛城參與滾軸冰球。現在是一支紐約州立大學水牛城分校的業餘隊伍。
在電影《捍胃戰士》，法蘭克因為參加水牛城的雞翅節感到興奮。
2005年，被視為明日之星的匹茲堡企鵝冰球運動員Sidney Crosby在作客對水牛城軍刀的比賽前，向記者承認他看不起水牛城雞翅，結果引起兩隊之間的強烈的衝突。

## 外部連結
- 全美辣雞翅節 （页面存档备份，存于）
- Anchor Bar網站 （页面存档备份，存于）
- 如何製作水牛城辣雞翅 （页面存档备份，存于）